# Xã Willow Vale, Quận Bottineau, Bắc Dakota
Xã Willow Vale (tiếng Anh: Willow Vale Township) là một xã thuộc quận Bottineau, tiểu bang Bắc Dakota, Hoa Kỳ. Năm 2010, dân số của xã này là 26 người.